# Malvasia bianca
La Malvasia bianca è un vitigno di Malvasia non aromatico presente principalmente in Sicilia, ma anche in Calabria, Campania e soprattutto in Puglia.

Viene utilizzato soprattutto in assemblaggio con altre varietà locali, non ha particolari esigenze di terreno e di clima, dimostrando buona resistenza alle principali malattie e avversità climatiche.

Il grappolo è grosso, allungato, quasi compatto, spesso alato, l'acino è medio, sferico con buccia spessa dal colore giallo, concorre alla composizione di vini DOC e IGT nelle varie regioni. Se vinificato in purezza, dà un vino dal colore giallo paglierino dal profumo fruttato e floreale con note di albicocca, pesca, mandorla, buona acidità e sapidità, media alcolicità e medio corpo, la gradazione alcolica minima è 11°, si abbina ad antipasti, piatti di pesce e primi piatti poco strutturati, buono come aperitivo, va servito ad una temperatura di 12°-16°.

In Puglia si trova principalmente nella composizione della DOC Leverano, dove è il vitigno principale per quattro tipi distinti di vino. Si trova infatti all’85% nel Leverano DOC Malvasia, nel Bianco, nel Passito e nella Vendemmia tardiva.

In Calabria, la Malvasia bianca è presente fino al 50% nel Bivongi Bianco DOC della provincia di Reggio Calabria; è anche presente nelle sottozone Donnici bianco, San Vito di Luzzi bianco e Verbicaro bianco della Terre di Cosenza DOC.